# Svaneholm, Säffle kommun
Svaneholm är en tätort, av SCB benämnd Svanskog, i Svanskogs socken i Säffle kommun. 
Svaneholm ligger mellan sjöarna Mellan-Svan och Öster-Svan, cirka 20 km norr om Åmål. 
Här finns järnvägsstationen Svanskog vid Svanskogsbanan. Här finns också Svanskogs kyrka, Svaneholms herrgård och skola. Svanskogs IF är det lokala fotbollslaget.

## Namnet
Ursprunget till Svaneholm var ett järnbruk som anlades 1694 i Svanskogs socken, 1503 Swanskog, vars namn betyder 'Skogsbygden kring Svan-sjöarna'. Namnet på Svanjöarna kommer från förekomst av svan. Efterledet -holm lades i dåtiden ofta till i namn för herrgårdar, närmast i statushöjande syfte, och därav fick järnbruket och det brukssamhälle, som uppstod kring bruket, namnet Svaneholm.
Tätorten benämns av SCB sedan 1980 års tätortsavgränsning Svanskog, vilket är också namnet för postorten.
Efter en namntvist som startade när Lantmäteriets karta uppdaterades 1996 heter den topografiska tätorten sedan 2010 Svaneholm på kartor och vägskyltar.

## Befolkningsutveckling
| Befolkningsutvecklingen i Svaneholm/Svanskog 1960–2020         | Befolkningsutvecklingen i Svaneholm/Svanskog 1960–2020 | Befolkningsutvecklingen i Svaneholm/Svanskog 1960–2020 | Befolkningsutvecklingen i Svaneholm/Svanskog 1960–2020 | Befolkningsutvecklingen i Svaneholm/Svanskog 1960–2020 |
| -------------------------------------------------------------- | ------------------------------------------------------ | ------------------------------------------------------ | ------------------------------------------------------ | ------------------------------------------------------ |
|                                                                |                                                        |                                                        |                                                        |                                                        |
| År                                                             |                                                        |                                                        | Folkmängd                                              | Areal (ha)                                             |
| 1960                                                           | 1960                                                   |                                                        | 673                                                    |                                                        |
| 1965                                                           | 1965                                                   |                                                        | 698                                                    |                                                        |
| 1970                                                           | 1970                                                   |                                                        | 815                                                    |                                                        |
| 1975                                                           | 1975                                                   |                                                        | 885                                                    |                                                        |
| 1980                                                           | 1980                                                   |                                                        | 832                                                    |                                                        |
| 1990                                                           | 1990                                                   |                                                        | 675                                                    | 152                                                    |
| 1995                                                           | 1995                                                   |                                                        | 646                                                    | 152                                                    |
| 2000                                                           | 2000                                                   |                                                        | 586                                                    | 154                                                    |
| 2005                                                           | 2005                                                   |                                                        | 530                                                    | 154                                                    |
| 2010                                                           | 2010                                                   |                                                        | 510                                                    | 153                                                    |
| 2015                                                           | 2015                                                   |                                                        | 485                                                    | 134                                                    |
| 2020                                                           | 2020                                                   |                                                        | 472                                                    | 136                                                    |
| Anm.: Tätortens namn ändrat från Svaneholm till Svanskog 1980. |                                                        |                                                        |                                                        |                                                        |